# Giornata mondiale della religione
La Giornata mondiale della religione è una celebrazione interreligiosa che si tiene annualmente la terza domenica di gennaio. Il suo scopo è promuovere la comprensione e l'armonia tra tutte le religioni, sottolineando i principi comuni di pace, amore e unità.

## Storia

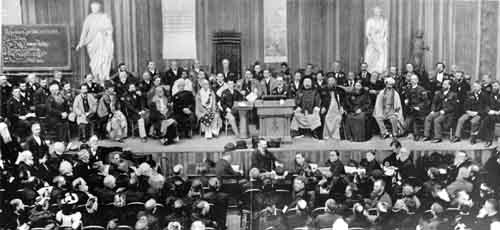
1893 - Parlamento mondiale delle religioni a Chicago

La prima osservazione intitolata "Pace nel mondo attraverso la religione mondiale" fu a Portland, nel Maine, all'Eastland Park Hotel nell'ottobre del 1947 con un discorso di Firuz Kazemzadeh. Nel 1949, le celebrazioni in varie comunità negli Stati Uniti apparvero sui giornali locali a dicembre con il nome di "Giornata mondiale della religione". A partire dagli anni '50 questa osservanza ha assunto un'osservanza internazionale.
Istituita nel 1950 dall'Assemblea spirituale nazionale dei Bahá'í degli Stati Uniti, la Giornata mondiale della religione è diventata una celebrazione internazionale, in linea con i principi della Dichiarazione Universale dei diritti dell'Uomo (Assemblea Generale delle Nazioni Unite, 10 dicembre 1948), approvata dall'Assemblea O.N.G. dell'ONU (che include delegazioni rappresentative delle Religioni più diffuse) è ora osservata sia in Oriente che in Occidente - in molte nazioni, alcune delle quali la sostengono a livello statale. La Giornata trae ispirazione dagli insegnamenti della fede Bahá'í, che promuove l'unità dell'umanità e la rivelazione progressiva che descrivono la religione come una entità in continua evoluzione attraverso la storia. Questa fede considera l'unità religiosa come base per la pace mondiale. La scelta della terza domenica di gennaio intende dare continuità alle celebrazioni del nuovo anno con un messaggio di pace e fratellanza.
Nell'aprile 2002, la Casa Universale di Giustizia pubblicò una lettera, "Ai Capi religiosi del mondo", affermando:
(Casa Universale di Giustizia - Ai capi Religiosi del Mondo)
La Giornata mondiale della religione ha lo scopo principale di riaffermare la libertà di cultura, di pensiero,  di coscienza religiosa, di culto e di associazione pacifica ed offrendo un'occasione per il riconoscimento pubblico della necessità di un'unità spirituale come base di un nuovo ordine di fratellanza e di pace.

## Obiettivi
- Promuovere il dialogo interreligioso: Incoraggiare l'incontro e lo scambio tra persone di diverse fedi per superare pregiudizi e incomprensioni, favorendo la conoscenza reciproca.
- Enfatizzare i principi comuni: Evidenziare i valori condivisi da tutte le religioni, come la pace, la giustizia, la compassione, l'amore per il prossimo e il rispetto per la dignità umana.
- Costruire ponti di comprensione: Favorire la conoscenza reciproca tra le diverse tradizioni religiose per abbattere muri di intolleranza e promuovere la convivenza pacifica e il rispetto delle diversità.
- Celebrare la diversità religiosa: Riconoscere e valorizzare la pluralità religiosa come espressione della ricchezza spirituale dell'umanità.

## Celebrazioni e attività
La Giornata mondiale della religione viene celebrata in tutto il mondo con diverse iniziative, tra cui:
- Incontri di preghiera interreligiosi: Momenti di condivisione e di preghiera comune tra rappresentanti di diverse fedi.
- Conferenze e seminari:Eventi di approfondimento sui temi del dialogo interreligioso, della convivenza pacifica e del ruolo della religione nella società contemporanea.
- Mostre e manifestazioni culturali: Esposizioni artistiche, musicali e culturali che celebrano la diversità religiosa e le sue espressioni nel mondo.
- Attività educative e di sensibilizzazione: Incontri, laboratori e progetti nelle scuole e nelle comunità per promuovere la conoscenza delle diverse religioni tra i giovani e sensibilizzare l'opinione pubblica sull'importanza del dialogo interreligioso.
- Attività di servizio comunitario: Iniziative di volontariato e progetti di aiuto concreto che coinvolgono persone di diverse fedi, testimoniando l'impegno comune per il bene dell'umanità.